# Pterodroma phaeopygia
Pterodroma phaeopygia là một loài chim trong họ Procellariidae.